# Synthèse logique
 (septembre 2020).
Si vous disposez d'ouvrages ou d'articles de référence ou si vous connaissez des sites web de qualité traitant du thème abordé ici, merci de compléter l'article en donnant les références utiles à sa vérifiabilité et en les liant à la section « Notes et références ».
En électronique numérique, la synthèse logique (anglais : RTL synthesis) est la traduction d'une forme abstraite de description du comportement d'un circuit (voir Register Transfer Level) en sa réalisation concrète sous forme de portes logiques. Le point de départ peut être un langage de description de matériel comme VHDL ou Verilog, un schéma logique du circuit. D'autres sources sont venues s'additionner depuis les années 2010, comme l'utilisation de la programmation en OpenCL,. Le point d'arrivée peut être un code objet pour un  CPLD ou FPGA ou la création d'un ASIC.

## Méthodes initiales
Pour les fonctions logiques simples, la synthèse logique était basée initialement sur l'écriture de la fonction sous la forme d'une somme de termes optimaux, puis la sélection de sous-ensembles judicieux de ceux-ci comme couverture irredondante, enfin la transcription technologique de la somme des termes retenus par la règle de double couche.

### évolutions
Avec les progrès de l'intégration des circuits, la conception de circuits plus généraux a fait apparaître des modularités.  Multiplier les opérateurs fonctionnels au-delà des besoins théoriques est alors devenu un moyen de simplifier la conception.

## Méthodes actuelles
Les méthodes précédentes sont devenues difficilement utilisables avec l'avènement de circuits intégrés comportant plus de mille transistors et combinant plusieurs fonctionnalités comme, à partir de 1971, les premiers microprocesseurs (Intel 4004…).
Actuellement, la synthèse logique est une étape qui consiste à compiler la description fonctionnelle d'un circuit à l'aide d'un outil de synthèse et d'une bibliothèque de cellules logiques. Cette description peut être écrite en langage Verilog ou VHDL et ne doit pas comporter d'éléments comportementaux non compréhensibles par l'outil de synthèse.
Les principaux fournisseurs d'outil de synthèse logique sont Synopsys, avec Design Compiler, et Cadence, avec BuildGate et RC.
Au cours de la synthèse, on effectue une compilation logique associée à des contraintes de temps définies dans la spécification d'un circuit logique numérique. Suivant les contraintes imposées à l'outil de synthèse, on obtiendra un résultat optimisé spécifiquement en surface ou en vitesse.

### Logiciels
Open-Source
- Coriolis (anciennement Alliance) du Laboratoire d'informatique de Paris 6  qui est en licence GPL
- GHDL
- Yosys (licence ISC)

Propriétaires
- Design Compiler de Synopsys : c'est le plus connu sur le marché.
- BuildGates de Cadence
- Genus de Cadence (anciennement RC)
- Leonardo de Mentor Graphics
- Synplify
- Alliance du lip6

Les fabricants de FPGA fournissent généralement aussi leur propre outil de synthèse. Ces outils propriétaires prennent en compte la spécificité de l'architecture du FPGA cible, et synthétisent uniquement pour les FPGAs de leur marque propre :
- ISE (en) de Xilinx
- Quartus (en) de Altera

## Référence
1. ↑  (en) Kevin Morris, « HLS versus OpenCL », sur Electronic-Engineering Journal, 12 mars 2013
2. ↑  Roozmeh et Lavagno 2018.